# Nathan Pacheco
Nathan Armand Pacheco (Virgínia, 23 de janeiro de 1980) é um cantor e compositor estadunidense de origem brasileira.

## Biografia
É neto do filósofo brasileiro Armando Correia Pacheco. Morou no Brasil entre 1999 e 2001. Nathan se formou em Música pela Universidade Brigham Young, em 2005 e também seguiu o seu amor pela cultura e línguas, continuando sua educação no exterior na América do Sul e Europa. Em todas estas aventuras em diferentes países, ele foi implacável em seus esforços para aprender as línguas. O resultado é a sua capacidade de falar e escrever em Inglês, Português, Italiano e Espanhol.

## Discografia
- A Bit Of Love (2004)
- Introducing... Nathan Pacheco (2012)
- Nathan Pacheco (2012)
- Nathan East (2014)
- Nathan Pacheco II (2015)
- Higher (2017)
- O Holy Night (2017)